# Chuck Hyatt
Charles D. „Charley” Hyatt (ur. 28 lutego 1908 w Syracuse, zm. 8 maja 1978 St. Petersburg) – amerykański koszykarz akademicki występujący na pozycjach obrońcy oraz skrzydłowego, trener koszykarski, członek Koszykarskiej Galerii Sław im. Jamesa Naismitha.
Jego brat, Art Hyatt występował w NBL (National Basketball League), w zespołach z Cleveland (1938/39) oraz Detroit (Eagles – 1939/40).  Kolejny z braci, Manny występował w AAU.

## Osiągnięcia
Na podstawie, o ile nie zaznaczono inaczej.
NCAA
- Akademicki mistrz kraju (Akademickie mistrzostwa kraju Helms Athletic Foundation/NCAA – 1928, 1930)
- Koszykarz Roku NCAA według Helms Athletic Foundation (1930)
- Zaliczony do I składu:
  - All-American (1929–1930)
  - All-American przez Helms Foundation (1928)
- Lider strzelców NCAA (1930 – 12,6 pkt.)

AAU
- 3-krotny mistrz AAU (1933, 1934, 1940)
- Wicemistrz AAU (1937, 1939, 1942, 1944)
- Zaliczony do:
  - AAU All-American (1931, 1933–1935, 1944)
  - Galerii Sław AAU

Indywidualne
- Zaliczony do:
  - Galerii Sław:
    - Koszykówki im. Jamesa Naismitha (1959)[6]
    - Koszykówki Akademickiej (2006)[7]
    - Helms Athletic Foundation Hall of Fame

Trenerskie
- Mistrz AAU (1940)
- Wicemistrz AAU (1939, 1942)